# Juillan
Juillan – miejscowość i gmina we Francji, w regionie Oksytania, w departamencie Pireneje Wysokie.
Według danych na rok 1990 gminę zamieszkiwały 3 483 osoby, a gęstość zaludnienia wynosiła 425 osób/km² (wśród 3020 gmin regionu Midi-Pyrénées Juillan plasuje się na 95. miejscu pod względem liczby ludności, natomiast pod względem powierzchni na miejscu 1230.).